# Lincoln, Arkansas
Lincoln är en stad i Washington County i Arkansas. Vid 2010 års folkräkning hade Lincoln 2 249 invånare.